# 1974-es Formula–1 monacói nagydíj
A monacói nagydíj volt az 1974-es Formula–1 világbajnokság hatodik futama.

## Futam
A két Ferrarié: Niki Laudáé és Clay Regazzonié lett az első két rajthely, és vezették a versenyt. Regazzoni az élen autózva a Rascasse kanyarban hibázott és több pozíciót veszített. Peterson Reutemannal való ütközése után a 6. helyről a vezető Lauda mögé küzdötte fel magát. Az osztrák gyújtásprobléma miatt a 32. körben kiesett, így Peterson nyerte a 78 körös versenyt. Jody Scheckter második, Jean-Pierre Jarier harmadik lett.
| Helyezés | #  | Versenyző            | Csapat/Motor      | Körök | Idő/Kiesés oka | Rajthely | Pontszám |
| -------- | -- | -------------------- | ----------------- | ----- | -------------- | -------- | -------- |
| 1        | 1  | Ronnie Peterson      | Lotus-Ford        | 78    | 1:58:03,7      | 3        | 9        |
| 2        | 3  | Jody Scheckter       | Tyrrell-Ford      | 78    | + 28,8         | 5        | 6        |
| 3        | 17 | Jean-Pierre Jarier   | Shadow-Ford       | 78    | + 48,9         | 6        | 4        |
| 4        | 11 | Clay Regazzoni       | Ferrari           | 78    | + 1:03,1       | 2        | 3        |
| 5        | 5  | Emerson Fittipaldi   | McLaren-Ford      | 77    | + 1 kör        | 13       | 2        |
| 6        | 28 | John Watson          | Brabham-Ford      | 77    | + 1 kör        | 23       | 1        |
| 7        | 26 | Graham Hill          | Lola-Ford         | 76    | + 2 kör        | 21       |          |
| 8        | 27 | Guy Edwards          | Lola-Ford         | 75    | + 3 kör        | 26       |          |
| 9        | 4  | Patrick Depailler    | Tyrrell-Ford      | 74    | + 4 kör        | 4        |          |
| Kiesett  | 15 | Henri Pescarolo      | BRM               | 62    | Váltó          | 27       |          |
| Kiesett  | 2  | Jacky Ickx           | Lotus-Ford        | 34    | Motorhiba      | 19       |          |
| Kiesett  | 12 | Niki Lauda           | Ferrari           | 32    | Gyújtás        | 1        |          |
| Kiesett  | 24 | James Hunt           | Hesketh-Ford      | 27    | Féltengely     | 7        |          |
| Kiesett  | 33 | Mike Hailwood        | McLaren-Ford      | 11    | Baleset        | 10       |          |
| Kiesett  | 7  | Carlos Reutemann     | Brabham-Ford      | 5     | Felfüggesztés  | 8        |          |
| Kiesett  | 37 | François Migault     | BRM               | 4     | Baleset        | 22       |          |
| Kiesett  | 22 | Vern Schuppan        | Ensign-Ford       | 4     | Baleset        | 25       |          |
| Kiesett  | 9  | Hans-Joachim Stuck   | March-Ford        | 3     | Ütközés        | 9        |          |
| Kiesett  | 14 | Jean-Pierre Beltoise | BRM               | 0     | Ütközés        | 11       |          |
| Kiesett  | 6  | Denny Hulme          | McLaren-Ford      | 0     | Ütközés        | 12       |          |
| Kiesett  | 20 | Arturo Merzario      | Iso Marlboro-Ford | 0     | Ütközés        | 14       |          |
| Kiesett  | 10 | Vittorio Brambilla   | March-Ford        | 0     | Ütközés        | 15       |          |
| Kiesett  | 16 | Brian Redman         | Shadow-Ford       | 0     | Ütközés        | 16       |          |
| Kiesett  | 18 | Carlos Pace          | Surtees-Ford      | 0     | Ütközés        | 18       |          |
| Kiesett  | 23 | Tim Schenken         | Trojan-Ford       | 0     | Ütközés        | 24       |          |
| NK       | 8  | Rikky von Opel       | Brabham-Ford      |       |                |          |          |

## Statisztikák
Vezető helyen:
- Clay Regazzoni: 20 (1-20)
- Niki Lauda: 12 (21-32)
- Ronnie Peterson: 46 (33-78)

Ronnie Peterson 5. győzelme, 3. leggyorsabb köre, Niki Lauda 3. pole-pozíciója.
- Lotus 55. győzelme.

Brian Redman utolsó versenye.